# JK Tarvas Rakvere
Der JK Tarvas Rakvere ist ein estnischer Fußballverein aus der Stadt Rakvere. Der Verein wurde 2004 gegründet und befindet sich seit 2017 in der Esiliiga. Gespielt wird im Rakvere Linnastaadion, das 2.300 Zuschauer fasst. Im Jahr 2011 änderte der Verein seinen Namen von FC Flora Rakvere in den jetzigen. 